# Moringen
Moringen là một thị xã ở district Northeim, phía nam bang Lower Saxony, Đức. Đô thị này có diện tích 82,25 km². Thị xã gồm trung tâm Moringen và 8 làng xung quanh